# Dongguan
Dongguan (chinesisch 東莞市 / 东莞市, Pinyin Dōngguǎn Shì, Jyutping Dung1gun2 Si5, veraltet nach Post Tungkun) ist eine bezirksfreie Stadt in der chinesischen Provinz Guangdong. Die Stadt ist Teil der schnell wachsenden Metropolregion Perlflussdelta.

## Geographie
Dongguan liegt östlich des Perlflusses bei dessen Mündung in das Chinesische Meer zwischen Guangzhou und Shenzhen. Im Osten und Nordosten grenzt es an die bezirksfreie Stadt Huizhou. Um von den starken Wasserschwankungen des unregulierten Perlflusses unabhängig zu werden, wurde parallel ein Schifffahrtskanal angelegt, der Dongguan ebenso mit dem Meer verbindet.
Das Klima ist subtropisch; die durchschnittliche Temperatur im Januar liegt bei 13,4 °C, die durchschnittliche Julitemperatur bei 28,4 °C. Die Niederschläge betragen 1.800 mm pro Jahr.

## Geschichte
1838/39 wurde im Hafen Humen, Stadt Dongguan, durch den Beamten Lin Zexu von den Briten beschlagnahmtes Opium vernichtet. Dies führte zum Ersten Opiumkrieg. Die Stätten von Lin Zexus Wasserbecken zur Opiumzerstörung und Humen-Batterien stehen heute auf der Liste der Denkmäler der Volksrepublik China.
Im Jahr 1985 wurde Dongguan von der chinesische Verwaltung auf der Verwaltungshierarchie zu einer Stadt der Bezirksebene (地级市) erhoben.

## Wirtschaft

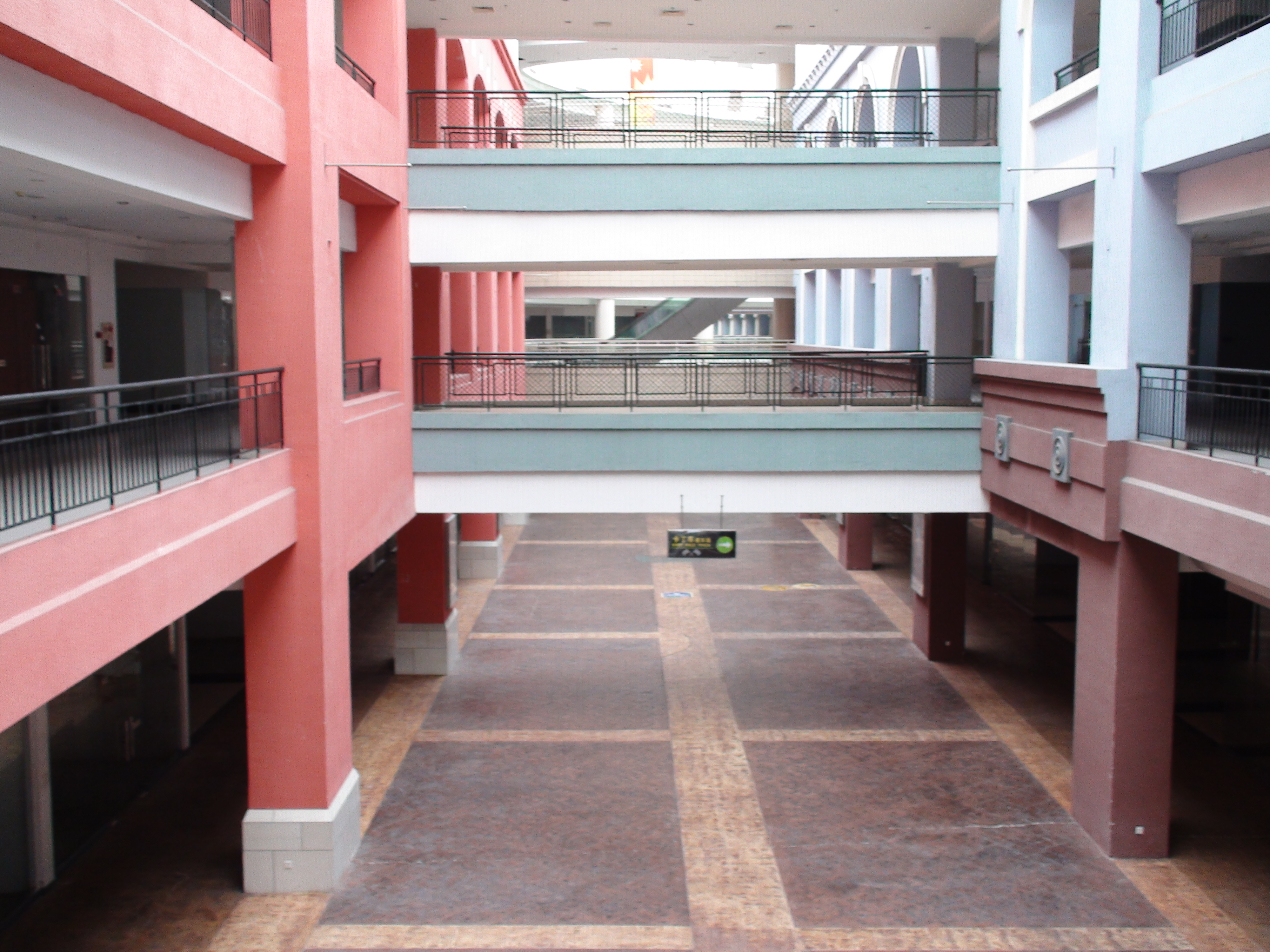
New South China Mall (2010)

Die Stadt Dongguan lebte lange von der Leichtindustrie. Aufgrund der zahlreichen Fabriken in und um Dongguan herum galt die Stadt auch als produktivste Stadt Chinas. Hergestellt werden vor allem elektrische Geräte, pharmazeutische Produkte, Lebensmittel, Spielwaren, Textilien und Schuhe. Dongguan hat ca. 2.000 Schuhfabriken, in den vier Produktionsstätten des größten Schuhproduzenten Pou Chen arbeiten etwa 160.000 Arbeiter. Vor allem durch Investitionen aus Hongkong wurde Dongguan ein Zentrum der Computerindustrie. Im Jahr 2008 erlebte der industrielle Sektor der Stadt einen beispiellosen Niedergang durch Betriebskonkurse und zunehmende Massenarbeitslosigkeit infolge der weltweiten Rezession.
Inzwischen setzt man in der Stadt verstärkt auf den Handel, mit der New South China Mall (新華南MALL / 新华南MALL,  Xinhuánán MALL, Jyutping San1waa1 MALL) und ihren 660.000 Quadratmetern Einkaufsfläche wurde das zurzeit größte Einkaufszentrum (Shopping Mall) der Welt errichtet. Damit möchte man Käufer aus der gesamten Region des südlichen Perlflusses anziehen. Das Zentrum leidet jedoch unter Käufermangel, rund 98 Prozent der Verkaufsfläche sind unvermietet, die Lage der Mall ist zu sehr auf die Erreichbarkeit mit dem Pkw ausgerichtet.
Daneben werden Bodenschätze wie Wolfram, Zinn oder Kupfer abgebaut.
Zwischen 2009 und April 2014 galt die Stadt in China wegen ihrer zahlreichen Bordelle als Sexhauptstadt Chinas mit einem geschätzten Wirtschaftsvolumen von 6 bis 20 Mrd. Euro Umsatz.
Dongguan ist Sitz von BBK Electronics, einem der fünf größten Hersteller von Smartphones weltweit. 2019 wurde der Huawei Campus Ox Horn etwa 50 km von Dongguan fertig, der etwa 25.000 Beschäftigte hat. Es wurden dort verschiedene europäische Gebäude wie das Heidelberger Schloss und die Chinesisch-koreanische Freundschaftsbrücke nachgebaut.

## Bevölkerung
Dongguan ist der Heimatort vieler Auslandschinesen. Etwa 700.000 Menschen in Hongkong, Macau, Taiwan und weitere 200.000 im Ausland lebende Chinesen stammen aus Dongguan.
Bevölkerungsentwicklung der Agglomeration laut UN
Mit der wirtschaftlichen Entwicklung des Perlflussdelta stieg die Bevölkerung explosionsartig an. In der eigentlichen urbanen Agglomeration der Stadt Dongguan lebten 2017 knapp 7,3 Millionen Einwohner. Die restliche Bevölkerung lebt im ländlichen Umland. Aufgrund der voranschreitenden Urbanisierung wird bis 2035 mit 8,6 Millionen Einwohnern in der Agglomeration gerechnet.
| Jahr | Einwohnerzahl |
| ---- | ------------- |
| 1950 | 92.000        |
| 1960 | 99.000        |
| 1970 | 114.000       |
| 1980 | 137.000       |
| 1990 | 552.000       |
| 2000 | 3.633.000     |
| 2010 | 7.118.000     |
| 2017 | 7.349.000     |

## Administrative Gliederung

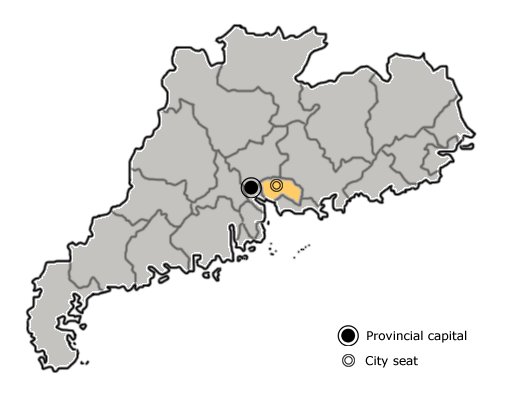
Lage der Stadt Dongguan in der Provinz Guangdong

Obwohl Dongguan eine bezirksfreie Stadt ist, wurde sie nicht in weitere Verwaltungseinheiten auf Kreisebene (Stadtbezirke, Kreise, kreisfreie Städte) unterteilt. In Dongguan bilden Kreis- und Bezirksebene eine Einheit, die politisch-administrativ auf Bezirksebene angesiedelt wurde. Auf Gemeindeebene setzt sich Dongguan aus vier Straßenvierteln und 28 Großgemeinden zusammen. Diese sind:
- Straßenviertel Guancheng (莞城街道),
- Straßenviertel Nancheng (南城街道),
- Straßenviertel Wanjiang (万江街道),
- Straßenviertel Dongcheng (东城街道),
- Großgemeinde Chang’an (长安镇),
- Großgemeinde Changping (常平镇),
- Großgemeinde Chashan (茶山镇),
- Großgemeinde Dalang (大朗镇),
- Großgemeinde Dalingshan (大岭山镇),
- Großgemeinde Daojiao (道窖镇),
- Großgemeinde Dongkeng (东坑镇),
- Großgemeinde Fenggang (凤岗镇),
- Großgemeinde Gaobu (高埗镇),
- Großgemeinde Hengli (横沥镇)
- Großgemeinde Hongmei (洪梅镇),
- Großgemeinde Houjie (厚街镇),
- Großgemeinde Huangjiang (黄江镇),
- Großgemeinde Humen (虎门镇),
- Großgemeinde Liaobu (寮步镇),
- Großgemeinde Mayong (麻涌镇),
- Großgemeinde Qiaotou (桥头镇),
- Großgemeinde Qingxi (清溪镇),
- Großgemeinde Qishi (企石镇),
- Großgemeinde Shatian (沙田镇),
- Großgemeinde Shijie (石碣镇),
- Großgemeinde Shilong (石龙镇),
- Großgemeinde Shipai (石排镇),
- Großgemeinde Tangxia (塘厦镇),
- Großgemeinde Wangniudun (望牛墩镇),
- Großgemeinde Xiegang (谢岗镇),
- Großgemeinde Zhangmutou (樟木头镇),
- Großgemeinde Zhongtang (中堂镇).

## Tourismus

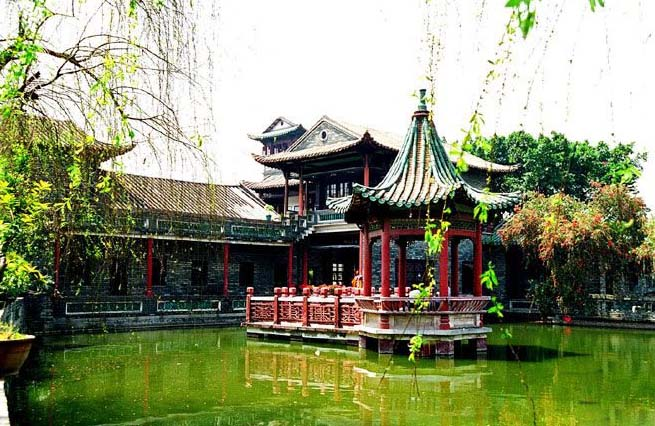
Keyuan in Dongguan

Sehenswert in Dongguan ist beispielsweise die Parkanlage Kěyuán (可園 / 可园, Jyutping Ho1jyun4) im Dorf Boxia (博廈村 / 博厦村,  Bóxiàcūn, Jyutping Bok1haa1 Cyun4). Keyuan, der zu den vier schönsten Gärten der Lingnan-Schule (嶺南園林 / 岭南园林) der Provinz Guangdong gehört, wurde für Zhang Jingxiu, einen Minister der Qing-Dynastie, gebaut und ist für die hellblauen Ziegel berühmt, aus denen die Pavillons und Räume gebaut sind. Zusammen mit den Alten Gebäuden der Dörfer Nanshecun und Tangweicun, der Quejin-Ting-Steintafel, sowie dem Ehemaligen Stützpunkt Dalingshan im Antijapanischen Krieg steht er auf der Liste der Denkmäler der Volksrepublik China.

## Namensgebung
Der am 28. Oktober 1978 entdeckte Asteroid (3476) Dongguan trägt seit 1997 den Namen der Stadt.

## Persönlichkeiten
- Wu Ruiting (* 1995), Dreispringer